# 日信工業
日信工業株式会社（にっしんこうぎょう、英: Nissin Kogyo Co.,Ltd.）は、かつて存在した自動車部品メーカー。本社は長野県東御市。

## 概要
四輪車及び二輪車向けブレーキ装置及びアルミ製品等の開発、製造、販売を主力としている。ホンダ系列ではあるが、国内外の他メーカーにも部品を供給している。二輪車向けブレーキ装置のシェアは世界1位である。
2019年10月30日、親会社である本田技研工業が当社、ケーヒン、ショーワの3社の株式を株式公開買付けで取得することを発表。3社は株式公開買付け成立後、本田技研工業の完全子会社となった。その後、2021年1月1日に日立オートモティブシステムズを存続会社とした経営統合を実施（同社は同日に日立Astemoと社名変更）し、当社は解散した。経営統合後、東御工場は日立Astemo東御工場に、直江津工場は日立Astemo上越工場となった。なお、合併後も「ニッシン（NISSIN）」のブランド名とロゴは引き続き使用されている。
なお、当社は本田技研工業と共同で、持分法適用関連会社であるヴィオニア日信ブレーキシステムジャパンとVEONEER Nissin Brake Systemsの全株式を取得した。なお、ヴィオニアは合弁先のオートリブから分割された企業である。

## 沿革
- 1953年 - 東京都中央区に日信工業株式会社設立。
- 1961年 - 長野県上田市に本社移転。
- 1963年 - 四輪車用ドラムブレーキのホイールシリンダの組立を開始。
- 1968年 - 英LUCAS INDUSTRIES（現・ZF TRW）社とドラムブレーキに関して技術提携し、四輪車用ドラムブレーキの生産を開始。
- 1997年 - 東京証券取引所2部上場。
- 2002年 - 東京証券取引所1部指定替え。
- 2012年 - メキシコに NISSIN BRAKE DE MEXICO,S.A. DE C.V. （現連結子会社） を設立。AEO（Authorized Economic Operator）制度における特定輸出者の承認を取得。
- 2013年 - 次世代育成支援対策推進法に基づく「くるみん」の認定取得。
- 2014年 - 中国・重慶市に中山日信工業有限公司 重慶分公司を開設。
- 2015年 - オートリブグループとの間で、四輪車用ブレーキ・コントロール及びブレーキ・アプライ事業の合弁会社化に関する契約を締結。
- 2016年 - 四輪車用ブレーキ・コントロール及びブレーキ・アプライ事業を日本・米国・中国・タイにおいて会社分割等の方法により分社し、オートリブグループとの合弁事業化を完了。（Autoliv-Nissin Brake Systems。本社：長野県上田市）
- 2016年 - 本社を長野県上田市から長野県東御市へ移転
- 2017年 - 長野県より、「職場いきいきアドバンスカンパニー」の認証を取得。
- 2018年 - 東部工場（長野県東御市）の敷地内にアルミ製品の生産工場を増設。品質管理に関する国際標準規格「IATF16949」の認証を取得。
- 2019年 - 女性活躍推進法に基づく「えるぼし」の認定取得。
- 2020年
  - 10月16日 - 本田技研工業による株式公開買付けが成立[6]。
  - 11月11日 - 東京証券取引所1部上場廃止[7]。
  - 11月13日 - 株式売渡請求により、本田技研工業の完全子会社となる。
- 2021年1月1日 - 日立オートモティブシステムズ（同日付で日立Astemoへ商号変更）へ吸収合併され解散。

## 事業所
- 本社 - 長野県東御市

### 生産拠点
- 東部工場 - 長野県東御市。現・日立Astemo東御工場。
- 直江津工場 - 新潟県上越市。現・日立Astemo直江津工場

### 開発拠点
- 栃木開発センター - 栃木県那須烏山市
- 長野開発センター - 長野県東御市

## 関連会社
- Autoliv-Nissin Brake Systems(株)
- 株式会社NISSIN APS
- アケハイ工業株式会社
- 日本ブレーキ工業株式会社
- 吉田工業株式会社
- 株式会社イシイコーポレーション